# ميامي فايس (فلم)
ميامي فايس أو رذيلة ميامي (بالإنجليزية: Miami Vice) فيلم حركة أمريكي 2006 من إخراج مايكل مان وبطولة كولين فاريل، جيمي فوكس، ناعومي هاريس، جستن ثيروكس وغونغ لي.

## طاقم التمثيل
- كولين فاريل
- جيمي فوكس
- ناعومي هاريس
- جستن ثيروكس
- غونغ لي

## الاستقبال النقدي
الفيلم حاصل على نسبة 47% على موقع الطماطم الفاسدة بناءً 194 مراجعة.

## وصلات خارجية
- الموقع الرسمي
- مقالات تستعمل روابط فنية بلا صلة مع ويكي بيانات